# Andrew Redmayne
Andrew James Redmayne, född 13 januari 1989, är en australisk fotbollsmålvakt som spelar för Sydney FC.

## Klubbkarriär
I januari 2017 värvades Redmayne av Sydney FC.

## Landslagskarriär
Redmayne debuterade för Australiens landslag den 7 juni 2019 i en 1–0-förlust mot Sydkorea.